# Home Assistant
Home Assistant est un logiciel libre gratuit opérant comme un serveur central dans une installation domotique afin de contrôler divers appareils électriques, relever des grandeurs physiques ou des consommations électriques. Il s'installe sous le système d'exploitation Linux et peut fonctionner sur des ordinateurs à faible capacité de calculs comme le Raspberry Pi.
Home Assistant s'appuie sur des intégrations et protocoles pour communiquer avec les équipements contrôlés. Parmi les 10 intégrations les plus utilisées en 2022 figuraient MQTT, Google Assistant et HomeKit. 
Doté d'une interface web et d'une application mobile, il permet par exemple de contrôler à distance des lampes ou des volets roulants, manuellement ou au travers des automatisations programmées par l'utilisateur qui sont basées sur des conditions.

## Histoire
Créé en 2013 par Paulus Schoutsen « comme un simple script pour allumer les lampes lorsque le soleil se couchait », la première version a été publiée sur la plateforme Github en novembre 2013.
Codé en Python, c'était le deuxième projet le plus actif dans ce langage sur GitHub avec plus de 8000 contributeurs en 2020.

## Exploitation commerciale
Une offre de service payant est proposée par la société Nabu Casa qui a été fondée par les développeurs historiques du logiciel permettant de connecter le système à des services tiers tel que Alexa, Google Home et d'avoir un accès distant à Home Assistant. 
Cette société commercialise également une plateforme matérielle contenant le logiciel préinstallé pour permettre une mise en service plus facile.